# Бруэ, Огюст
Огю́ст Бруэ́ (фр. Auguste Brouet; 10 октября 1872, Ле-Лила, Париж, Франция — 9 ноября 1941, Париж, Франция) — французский гравёр и книжный иллюстратор.

## Биография

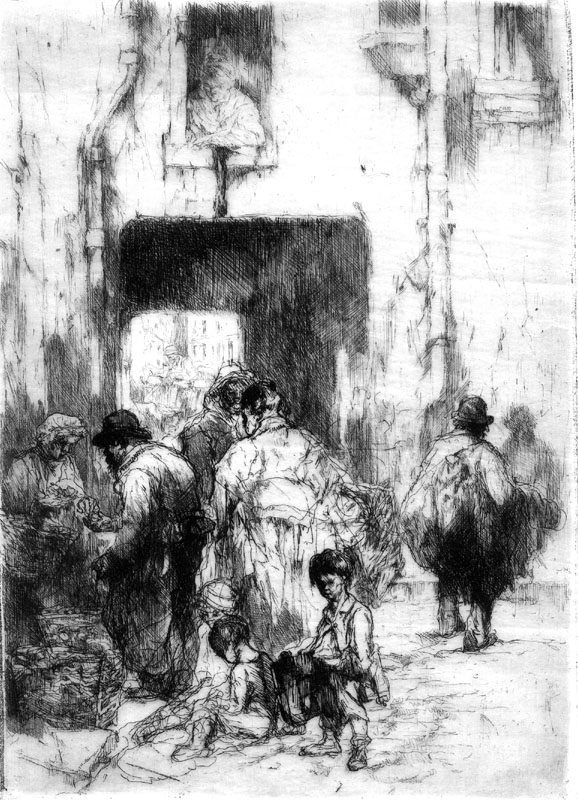
Двор в Клиши (офорт, 1910)

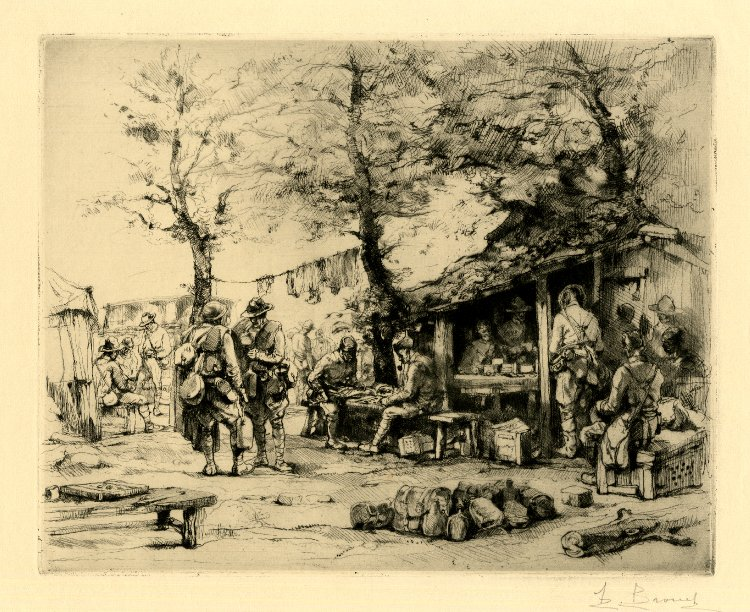
Американская солдатская столовая в Буа-Беллан (офорт)

Огюст Бруэ родился и вырос в бедной семье в одном из северо-восточных пригородов Парижа — Ле-Лила (фр. Les Lilas). Некоторое время был на обучении у литографа, получал художественное образование в вечернем рисовальном классе Эжена Киньоло (1858—1918), посещал также ателье Гюстава Моро. С 1895 года зарабатывал на жизнь, подрабатывая у известных художников в мастерской Эжена Делатра; копировал цветные гравюры. Примерно в 1902 году начал создавать оригинальные офорты, иногда больших размеров и в цвете, но чаще это были небольшие черно-белые работы.
В 1920-е годы, на волне интереса к живописи эпохи Возрождения, его офорты стали пользоваться большим спросом как во Франции, так и в Соединённых Штатах. В это же время он выполнил большое количество книжных иллюстраций, особенно для типографии Девамбе, под руководством Эдуара Шимо. Период напряжённого творческого труда закончился депрессией, от которой художник так и не оправился. Бруэ умер в 1941 году в нищете.
В настоящее время работы художника хранятся в Британском музее, Бруклинском музее, Музее искусств Далласа, Художественном музее Кливленда, Музее Фицуильяма, в Лувре, Метрополитен-музее, Художественном музее Мичиганского университета, Художественном музее Индианаполиса и др.

## Стиль
Искусство Огюста Бруэ принадлежит классической традиции. Бруэ был чужд модернистских тенденций, развивавшихся в его время.
Для его работ характерно следующее:
- выразительный стиль рисунка, который сочетается с использованием света и тени;
- сочувственный взгляд на людей низших социальных слоев, их повседневную деятельность и обшарпанное окружение;
- внутренняя сдержанность работ и характерное задумчивое настроение в рисунках.

Основной темой работ Бруэ был круг «маленьких людей», которых он находил на Монмартре. В своих работах он изображал проституток, танцоров, бытовые и цирковые сцены, акробатов, пейзаж, быт военных. Военные мотивы возникли во время Первой мировой войны.
Мастер иллюстраций, Бруэ рисовал их для десятков томов книг. Его лучшие работы выполнены для книг Эдмона де Гонкура — роман «Братья Земганно», Жориса-Карла Гюисманса — сборник стихов в прозе «Ваза с пряностями».

## Каталоги
Работы Огюста Бруэ представлены в каталогах:
- каталог коллекций работ Бруэ с его оригинальными офортами, выполненными до 1923 года[10]
- каталог работ Бруэ в Национальной Библиотеке Франции[11]
- поисковый онлайн-каталог[12] офортов Бруэ, за исключением цветных гравюр и иллюстраций